# Wapen van de heerlijkheid Zaanen

Het wapen van de heerlijkheid Zaanen werd officieel bevestigd op 11 maart 1818 door de Hoge Raad van Adel aan de Noord-Hollandse heerlijkheid Zaanen.

## Blazoenering
De blazoenering van het wapen luidt als volgt:
Van zilver, beladen met een kruis van keel

## Achtergrond
De geschiedenis van het wapen zelf is niet bekend. Het geslacht Van Schoten heeft in de 16e eeuw het wapen van Zaanen in hun familiewapen opgenomen, nadat Gerard van Schoten in 1509 heer van Zaanen werd. Dit wapen werd als gemeentewapen gevoerd van 1817 tot 1927 door de gemeente Schoten.

## Verwante wapens

Het wapen van Schoten volgens Hoge Raad van Adel

Aagtekerke
· Baak
· Bennebroek
· Blitterswijk
· Cadier
· Cleverskerke
· De Vuursche
· Dorenweerd
· Geersdijke
· Hemmen
· Hensbroek
· Hoogkerk, Leegkerk en Dorkwerd
· Kattendijke
· Kerkwijk
· Laag Nieuwkoop
· Lede en Oudewaard
· Lichtenberg
· Limmen
· Nederveen-Cappel
· Oostwaard
· Oostcapelle
· Poortvliet
· Sint Philipsland
· Verwolde
· Wanssum
· Westervoort
· Wisch
· Wiskerke
· Zaanen